# Ptecticus proximus
Ptecticus proximus är en tvåvingeart som beskrevs av Rozkosny och Kovac 1996. Ptecticus proximus ingår i släktet Ptecticus och familjen vapenflugor. Inga underarter finns listade i Catalogue of Life.